# 1437 год в науке
В 1437 году произошли следующие события в области науки:

## События
- В обсерватории Улугбека был составлен Гурганский зидж — каталог звёздного неба[1], в котором были описаны 1018 звёзд. Там же была определена длина звёздного года: 365 дней 6 часов 10 минут 8 секунд (с погрешностью +58 секунд).
- В Кембридже был основан колледж «Божий дом».

## Родились
- 30 апреля — Иоганн Турзо[англ.], венгерский промышленник, изобретатель ряда горных машин (ум. 1508).
- Ибн Гази ал-Микнаси[англ.], марокканский филолог и математик (ум. 1513).

## Скончались
- 3 февраля — Никколо Никколи, итальянский гуманист (род. 1365).
- Кази-заде ар-Руми, среднеазиатский математик и астроном империи Тимуридов (род. 1364).